# Dmitrij Lepikov
Dmitrij Mihajlovič Lepikov (in russo Дмитрий Михайлович Лепиков?; Leningrado, 21 aprile 1972) è un ex nuotatore russo, fino al 1991 sovietico.

## Carriera
Rappresentando la squadra olimpica unificata ha vinto, assieme ai compagni Vladimir Pyšnenko, Veniamin Tajanovič e Evgenij Sadovyj, la medaglia d'oro nella 4x200m stile libero ai Giochi di Barcellona 1992.

## Palmarès
- Olimpiadi

Barcellona 1992: oro nella 4x200m stile libero.
- Europei

Atene 1991 - oro nella 4x200m stile libero.
Sheffield 1993 - oro nella 4x200m stile libero.